# Мульгікапсад
Мульгікапсад (ест. mulgikapsad, також ест. Mulgi kapsad) — капустяна страва естонської кухні.
Це одна з найпопулярніших естонських страв. Вона родом з Вільяндії (південна частина країни), а точніше з історичного регіону Мулгімаа. В основі лежить один з найбільш вживаних овочів в Естонії — капуста, довго варена з беконом і попередньо замоченим ячменем. Зі спецій додається тільки сіль і перець. Мулгікапсад найчастіше подають із вареною картоплею та смаженою цибулею.

## Виноски
1. ↑  Estończycy.pl, Mulgikapsad danie główne — estoński przepis. Архів оригіналу за 1 вересня 2018. Процитовано 29 травня 2022.